# North Sioux, Bắc Dakota
North Sioux là một lãnh thổ chưa tổ chức thuộc quận Sioux, tiểu bang Bắc Dakota, Hoa Kỳ. Năm 2010, dân số của nơi này là 1.200 người.